# Uralkali
A Uralkali (russo:  Уралка́лий; IPA: [ʊrɐɫ'kalʲɪj]) é um produtor e exportador russo de fertilizantes de potássio. É negociado na Bolsa de Valores de Moscou usando o símbolo URKA. Os ativos da empresa consistem em cinco minas e sete usinas de tratamento de minério situadas nas cidades de Berezniki e Solikamsk (krai de Perm, Rússia). A Uralkali emprega cerca de 12 mil pessoas (na principal unidade de produção).